# Grbe (Nin)
Grbe falu Horvátországban Zára megyében. Közigazgatásilag Ninhez tartozik.

## Fekvése
Zára központjától légvonalban 14 km-re, közúton 19 km-re északra, Nin központjától légvonalban 3 km-re keletre fekszik.

## Története
A település a 19. század elején az egykori dohánygyár területén alakult ki, amelyet 1786-ban miután a dohánytermelés eredménytelennek bizonyult a velencei hatóságok Jerolim Manfrin velencei nemesnek és vállalkozónak engedtek át. A 18. század végén Napóleon megszüntette a Velencei Köztársaságot. 1797 és 1805 között Habsburg uralom alá került, majd az egész Dalmáciával együtt az Első Francia Császárság része lett. 1815-től a Dalmát Királyság részeként a Habsburg Birodalom Zárából igazgatta 1918-ig. Ezt követően előbb a Szerb-Horvát-Szlovén Királyság, majd Jugoszlávia része lett. 2011-ben 186 lakosa volt.